# Keller Geister
Keller Geister ist eine Perlwein-Marke der Keller-Geister GmbH & Co. KG. Diese gehört zur Peter Herres Wein- und Sektkellerei GmbH in Trier. Das Getränk wird unter der Bezeichnung Keller Geister Gold Extra als halbtrockener Perlwein vertrieben. Keller Geister gilt als der bekannteste Perlwein auf dem deutschen Markt.
Große Bekanntheit erlangte die Marke in den späten 1970er- und den 1980er-Jahren durch massive Fernsehwerbung. Diese war mit der Sinfonie Nr. 39 Es-Dur KV 543 von Wolfgang Amadeus Mozart unterlegt. Das Maskottchen der Marke ist ein kleiner Teufel mit einem Sektglas in der Hand und einer grünen Schärpe um den Leib.
Das Getränk wurde zunächst in grüne Glasflaschen mit Kronkorkenverschluss abgefüllt. Auf dem Etikett waren ein Franziskaner bei der Verkostung und zwei Teufelchen im Weinkeller abgebildet. Die Gestaltung des Etiketts war sehr barock mit viel Gold und Verzierungen. Heute ist die Flasche aus klarem Glas und auf dem Etikett sind vier feiernde Teufelchen abgebildet. Die Gestaltung ist nüchterner und nicht mehr mit Golddruck und Verzierungen wie bei der alten Flasche überladen.